# Заимствования в немецком языке
Заимствования в немецком языке можно рассматривать как процесс, при котором лексика из одних языков попадает в немецкий язык, либо как совокупность заимствованных слов в существующем лексическом фонде немецкого языка. В первом случае важно то, когда и каким образом иностранная лексика проникала в язык, во втором — какова её структура. Эти вопросы изучает немецкая лексикология и история немецкого языка.

## История заимствований в немецком языке
Немецкий язык в своём развитии прошёл ряд этапов, на каждом из которых лексика претерпевала существенные изменения как под влиянием извне, так и в результате внутренних фонетико-морфологических процессов, которые превращали заимствованную лексику в онемеченную. Таким процессом являлось второе передвижение (или перебой) согласных в VI-VIII веках. В результате этого процесса часть лексики, заимствованной из латинского языка, была онемечена, а последующая дифтонгизация в южных немецких племенных диалектах завершила вход заимствованных лексем в их язык.
Ранние контакты германских племён привели к тому, что в язык древних германцев проникли кельтские заимствования (например: нем. Reich, др.-в.-нем. rîhhi, гот. reiki произошло от кельтск. rîg; нем. Amt, др.-в.-нем. ambahti, гот. andbahti происходит из кельтск.-лат. ambactus; и т. д.). Последующие контакты с Римской империей, проводящей завоевательную политику в отношении диких племён северной Европы, привели к большому количеству заимствований латинских. Эти проявляются в различных пластах лексики: одни слова связаны с военным делом (например, Wall от лат. vallum, Pfahl от pālus), другие — с вполне мирными сферами жизни (Sichel от secula, Kohl от caulis).
В средние века и в новое время немецкий язык развивается медленно, так как местные диалекты не утрачивают своих позиций по всей Германии. Территориальная раздробленность государства становится фактором, способствующим этому. В этот период немецкий язык проходит свою срединную стадию. В XV-XVIII веках происходит развитие светской литературы, а с ней и образование литературного немецкого языка. Французское влияние на рыцарскую поэзию, придворный этикет привело к вливанию в язык верхов немецкого общества большого количества французских слов, связанных с военным делом, модой и придворной жизнью. Развитие торговли способствовало проникновению итальянских слов, связанных с финансами, банковским делом и торговлей.
В новое и новейшее время заимствуются слова из английского языка, во многом отражающие реалии англо-американского общества. Это слова, связанные с новыми научными и техническими достижениями, терминология, не имевшая аналогов в немецком языке, но востребованная в немецком обществе (например, в XIX веке, во время революционных потрясений в Европе). Более современная лексика, происходящая из английского языка, во многом относится к той же тематике (высокие технологии, бизнес и т. д.).
Во второй половине XX века, во время существования двух противостоящих друг другу немецкоязычных государств — ГДР и ФРГ — возник такой феномен как ГДРовский язык, в лексике которого наблюдалось влияние русского языка (в основном — советизмов). Противостоявший ему бундесдойч существует и сегодня.

## Примеры заимствований по языкам
- Из латинского языка: Schule, Tafel, schreiben, Straße, Fenster, Mauer, Wall, Käse, Wein, Rettich, Kloster, Nonne, Mönch, Altar, Messe, Argument, exakt, Dynamik (Dynamik из греческого), Justiz, Familie, Prozeß, Appellation.
- Из французского языка: Lanze, Turnier, Abenteuer, Tanz, elegant, galant, nobel, frivol, Armee, Garnison, Nase, Tante, Onkel, Kusine, Cousin, Möbel, Republik, Demokratie, Revolution, Opposition, Klasse, Bourgeoisie.
- Из английского языка: Boot, Lotse, Koks, Export, Import, Trust, Boykott, Box, Trainer, Training, k.o., Image, Killer, surfen, joggen, Computer, Internet, Thriller, Boss, Party, Steak, Doping, Smoking, Oldtimer, Single, Handy.
- Из арабского языка: Admiral, Alchemie, Algebra, Koran, Karaffe, Magazin, Moschee, Razzia, Risiko, Safari, Sirup, Sofa, Talisman, Tarif, Tasse, Ziffer.
- Из итальянского языка: Bank, Konto, insolvent, Netto, Brutto, Soldat, Proviant, Sonett, Oper, Konzert, Loggia, Korridor, Balkon, Pizza, Lasagne, Salat, Spaghetti, Zervelat, Gnocci, Paparazzi, Capuchino, Carpaccio, Risiko, Tempo.
- Из испанского языка: Gitarre, Zigarre, Marmelade, Macho, Adjutant, Alligator, Gala, Embargo, Moskito, Mulatte, Tango, Torero.
- Из русского языка: Matrjoschka, Babuschka, Balalaika, Ikone, Samowar, Schaschlik, Steppe, Taiga, Zobel, Trojka, Perestrojka, Glasnost, Sputnik, Kosmonaut, Mir, Datscha.
- Из японского языка: Kimono, Bonze, Samurai, Harakiri, Rikscha, Tamagotchi, Ikebana, Geischa, Karate, Mikado, Suchi, Tatami, Tsunami, Mitsubishi.
- Из индийских языков: Reis, Veranda, Banane, Buddha, Curry, Brille, Bungalow, Mango, Pfeffer, Dschungel, Ingwer, Shampoo.
- Из китайского языка: Tee, Ketchup, Taifun.
- Из индейских языков: Barbecue, Mahagoni, Mais, Orkan, Tabak, Mokassin, Coca, Kokain, Kautschuk, Lama, Puma.
- Из персидского языка: Bazar, Jasmin, Karawane, Magier, Mumie, Orange, Paradies, Schach, Schakal, Spinat.
- Из турецкого языка: Derwisch, Diwan, Harem, Joghurt, Kebab, Tulpe, Döner.